# Zeba
Zeba – jednostka osadnicza w Stanach Zjednoczonych, w stanie Michigan, w hrabstwie Baraga.